# Ignatius Loyola
Ignatius Loyola, Sankt Ignatius af Loyola (født 24. december 1491?, død 31. juli 1556) var Jesuiterordenens grundlægger. Han blev født på slottet Loyola, i nærheden af San Sebastián i Spanien, og døbt Íñigo López de Loyola. Ignatius blev født ind i en baskisk adelsfamilie. Faren, Don Beltrán, regerede Loyola og Onaz og var i kongens tjeneste, mens moren Marina også var af adelig byrd. Ignatius var den yngste af elleve søskende.

## Liv
Han blev døbt Enneco, et baskisk navn tilsvarende det spanske Iñigo. Senere latiniserede han det til Ignatius til ære for Ignatius af Antiokia. Han blev opdraget til ridder og hofmand hos Don Juan Velázquez de Cuéllar ved Ferdinand V af Spaniens hof.
Han var i 1534 grundlægger af Jesuiterordenen, en romersk-katolsk orden der skulle styrke katolicismen i kampen mod protestantismen efter reformationen. I sin ungdom drømte Loyola om en militær karriere, men ved belejringen af Pamplona påførte en kanonkugle ham en alvorlig skade i det ene ben, og et langvarigt sygeleje. Han læste i den tid en mængde helgenberetninger og besluttede sig for at blive en Kristi soldat. Så snart han var rask, hængte han sine våben op ved siden af et billede af jomfru Maria som tegn på, at han nu var hendes ridder. Han tilbragte syv timer dagligt i bøn, piskede sig selv og fastede. Under processen fik han flere åbenbaringer af Kristus, jomfru Maria og djævelen, der drev ham til randen af selvmord. Men en pilgrimsrejse til Jerusalem, der dengang var besat af tyrkerne, satte ham på tanken om et teologisk studium, først ved spanske universiteter, senere i Paris, hvor han samlede en kreds af ligesindede. 15.august 1534 besluttede de at oprette et selskab, der skulle drive mission i Palæstina. Denne orden, kaldet Societas Jesu (= Jesu selskab eller på dansk Jesuiterordenen) fik pave Paul 3.s velsignelse.  Ordenens medlemmer skulle vise de foresatte ubetinget lydighed, og én gang årligt gennemgå de åndelige øvelser, der er beskrevet i afsnittet under.
Jesuiterordenen spillede en nøglerolle i modreformationen, som var Den katolske Kirkes modsvar til reformationen. Med jesuitterne i spidsen blev adskillige reformerede områder omvendt til katolicismen igen på få år. I den forbindelse opstod udtrykket "jesuitermoral", sammenfattet i udtrykket "målet helliger midlet", der tilskrives jesuitterne.
Loyola døde i Rom, og blev kåret til helgen 12. marts 1622. På det tidspunkt havde Societa Jesu over tusinde medlemmer.

## Åndelige øvelser
Kristen mystik har spillet en rolle i såvel romersk-katolsk som protestantisk tradition, men dyrkedes ud i det ekstreme af Loyola og hans orden 
Jesuiterordenens vigtigste skrift var sandsynligvis Loyolas Exercita spirituali (= Åndelige øvelser) fra 1532. Bogen angiver en punktvis, fire ugers plan med øvelser, der var så ekstreme, at de måtte modereres, før de blev udgivet i bogform. De skal udføres af den enkelte i tavshed, men under vejledning af en betroet person. Øvelserne har til hensigt at frigøre udøveren fra uønskede tilbøjeligheder, så man bliver fri til at søge og finde Guds vilje. Øvelsernes første uge indeholder en betragtning af helvede, og så kan man tage fat:
Første punkt: Med fantasiens øjne ser jeg den mægtige, flammende ild og alle sjælene, der omsluttes af brændende kroppe. Andet punkt: Med ørerne hører jeg gråd, skrig og hyl, bespottelse af Vorherre Kristus og alle hans helgener. Tredje punkt: Med lugtesansen fornemmer jeg røg, svovlstank, lugt af affald og råddenskab. Fjerde punkt: Med smagssansen smager jeg bitre tårer, sorg og samvittighedskvaler. Femte punkt: Med følelserne mærker jeg, hvordan flammerne omslutter og brænder sjælene.